# Harlem Blues and Jazz Band
Die Harlem Blues and Jazz Band war ein 1973 gegründetes Ensemble des traditionellen Jazz, das von 1976 bis in die späten 1990er Jahre in den USA und Europa auf Tournee ging.

## Geschichte
Eine von Clyde Bernhardt gegründete Band nahm zunächst 1972 mit Musikern wie Jacques Butler und Charlie Holmes für das britische Label Saydisc das Album Blues & Jazz from Harlem auf. Der Arzt, Jazzfan und Sopransaxophonist Al(bert) Vollmer wurde 1973 der Manager dieser Band und sorgte für den finanziellen Background und die Engagements, zunächst in den USA.
Unter der Leitung von Bernhardt gehörten 1973 neben Vollmer Doc Cheatham (bald ersetzt durch Franc Williams), George James, der Pianist Reuben Cole (nach dessen Tod 1975 kam Dill Jones und später Ram Ramirez), die Tuba-Spielerin Barbara Dreiwitz und Cozy Cole bzw. Tommy Benford zu den Mitgliedern. Bei der Studiosession der Band im Jahr 1975 gab die Sängerin Princess White mit 94 Jahren ihr Aufnahmedebüt. In der Besetzung Francis Williams (Trompete) - Clyde Bernhardt (Posaune) - George James (Altsax) - Dill Jones (Klavier) - Barbara Dreiwitz (Tuba) - Tommy Benford (Drums) und Miss Rhapsody (Gesang) fand 1976 die erste Europatournee statt; für die Europatournee 1977 ersetzte Johnny Williams am Kontrabass die Tubistin; er blieb 20 Jahre in der Band.
1979 gab Bernhardt die Leitung der Band ab; ab 1980 wurde die Gruppe von dem Trompeter Bobby Williams geleitet, der eine Reihe anderer Musiker engagierte und eher auf Swingmusik fokussierte: Eddie Durham, George James wurde von Eddie Chamblee bzw. Charlie Frazier abgelöst, Shelton Gary (der später am Schlagzeug durch Ronnie Cole, Belton Evans und Johnny Blowers ersetzt wurde), Al Casey, Lawrence Lucie und die Sängerin Nora Lee King. Das Spiel der Band in den ersten Jahren ist auf den Alben Harlem Blues & Jazz Band 1973-1980 und dann Harlem Blues and Jazz Band dokumentiert. Die Harlem Blues and Jazz Band spielte ab Februar 1981 für ein Jahr im Ginger Man in New York.
Ab Mitte der 1980er Jahre stießen Sammy Benskin, George Kelly, die Sängerin Laurel Watson, Johnny Letman, Bill Dillard und eine Reihe von Posaunisten zur Band. Auch profitierte das Ensemble von einem wiedererwachten Interesse am Swing-Tanz, arbeitete mit der Tänzerin Mama Lou Parks zusammen und nahm an der Revue Jitterbug Jazz (1985/86) teil. 1980 gastierte sie beim Dixieland Festival Dresden.
Ohne Blechbläser entstand mit den Harlem Jazz Legends eine kleinere Combo mit Haywood Henry, dem Pianisten Edwin Swanston, Casey, Johnny Williams, Blowers und Watson, die von Oktober 1992 bis Februar 1997 im Louisianan Community Bar & Grill in Greenwich Village auftrat (Henry wurde nach seinem Tod 1994 durch Bubba Brooks ersetzt). Dieser Kern wurde 1997 bei Auftritten als Harlem Blues and Jazz Band durch den Trompeter Fred Smith und den Posaunisten Arthur Hamilton ergänzt. Williams wurde dann von Ivan Rolle und später von Michael Fleming abgelöst. Gelegentlich spielten auch Fred Staton und Al Vollmer mit.
Die Band brachte seit den 1970er Jahren zahlreiche Veteranen der 1920er und 1930er Jahre, die in der Gegend von New York lebten und als Musiker bereits weitgehend inaktiv waren, nach Europa und belebte deren Karriere. 2004 erschien Anja Barons Dokumentarfilm Last of the First über die Formation. 2013 feierte die Band noch ihren 40. Geburtstag in New York.

## Diskographie
- Blues & Jazz from Harlem (1972)
- Clyde Bernhardt/Jay Cole and the Harlem Blues & Jazz Band: More Blues and Jazz from Harlem (400 W 150, 1973)
- George Kelly with the Paul Sealey Trio & the Harlem Blues & Jazz Band Fine! & Dandy! (Barron, 1973)
- Clyde Bernhardt and the Harlem Blues & Jazz Band: Sittin’ On Top of the World (WAM 1975)
- Clyde Bernhardt and the Harlem Blues & Jazz Band: Indiana (Barron, 197?; EP)
- Harlem Blues & Jazz 1973–1980 (Barron, 1980)
- Harlem Blues and Jazz Band (Barron, 1982)
- From Past to Present: Featuring and Dedicated to Laurel Watson (2001)